# Solbacken: Avd. E
Solbacken: Avd. E är en svensk miniserie i fem delar med manus och regi av Carin Mannheimer. Den visades i Sveriges Television i mars 2003.

## Handling
På äldreboendet Solbacken är det som det brukar vara. Personalen har det stressigt, enhetschefen bråkar med politiker om budgeten, och brukarna har det tråkigt. En ny vikarie med akademikerbakgrund inspireras att försöka ändra situationen på boendet.

## Rollista
| Margreth Weivers    | – Margit                  |
| Olof Thunberg       | – Tommy                   |
| Tord Peterson       | – George                  |
| Lena Brogren        | – Asta                    |
| Else-Marie Brandt   | – Saga                    |
| Meta Velander       | – Eva, professorska       |
| Gerd Hegnell        | – Harriet                 |
| Arne Augustsson     | – Per                     |
| Dan Sjögren         | – Olle                    |
| Inga Landgré        | – Greta                   |
| Gunilla Johansson   | – Camilla, vårdbiträde    |
| Maria Hörnelius     | – Ebba, enhetschef        |
| Irma Erixson        | – Lisbeth, vårdbiträde    |
| Rasmus Lindgren     | – Jonatan                 |
| Sanna Hultman       | – Åsa, vårdbiträde        |
| Gunilla Nyroos      | – Gunilla, Margits dotter |
| Lars Väringer       | – Anders, Gunillas man    |
| Martin Berggren     | – Astas son               |
| Ingemar Carlehed    | – Nils, Georges son       |
| Örjan Landström     | – Georges sonson          |
| Carina M. Johansson | – Georges släkting        |
| Doris Funcke        | – Karin, Gretas dotter    |
| Eva Hermansson      | – Kerstin, Gretas dotter  |
| Guje Palm           | – Evas dotter             |
| Ralph Carlsson      | – Axel                    |
| Robin Stegmar       | – Mats, Camillas ex       |
| Johannes Kuhnke     | – Lasse                   |